# Clodovil Hernandes
Clodovil Hernandes (phát âm tiếng Bồ Đào Nha: [klo'doviw eɾ'nɐ̃dʒis]; 17 tháng 6 năm 1937 – 17 tháng 3 năm 2009) là một nhà thiết kế thời trang người Brasil, người dẫn chương trình truyền hình và chính khách. Hernandes nổi tiếng là một stylist thời trang trong suốt thập niên 60 và 70, sau đó ông được mời làm việc trên truyền hình. Sự cống hiến và danh tiếng của ông trên truyền hình kéo dài hơn 40 năm và các đài truyền hình khác nhau. Trong sự nghiệp chính trị của mình, Hernandes được biết đến với những tuyên bố được cho là không phù hợp, thường hướng đến những tính cách nổi tiếng khác. Trong số những tranh cãi khác, ông bị buộc tội phân biệt chủng tộc và chống chủ nghĩa chống đối. Hernandes là nghị sĩ đồng tính công khai đầu tiên ở Brasil.

## Qua đời
Clodovil Hernandes đã chết ở Brasília, vào ngày 17 tháng 3 năm 2009, sau một cơn đột quỵ.